# Port lotniczy Penza
Port lotniczy Penza (IATA: PEZ, ICAO: UWPP) – port lotniczy położony 10 km na południe od Penzy, w obwodzie penzeńskim, w Rosji.

## Kierunki lotów i linie lotnicze
| Linia lotnicza   | Kierunek                                                  |
| ---------------- | --------------------------------------------------------- |
| Aerofłot         | 1. Moskwa-Szeremietiewo                                   |
| AZIMUT           | 1. Mineralne Wody 2. Soczi                                |
| Rossiya Airlines | 1. Sankt Petersburg 2. Jekaterynburg (od 3 stycznia 2024) |
| S7 Airlines      | 1. Moskwa-Domodiedowo                                     |